# Beziehungen zwischen Osttimor und den Vereinigten Arabischen Emiraten
Die Beziehungen zwischen Osttimor und den Vereinigten Arabischen Emiraten beschreiben das zwischenstaatliche Verhältnis von Osttimor und Vereinigten Arabischen Emiraten.

## Geschichte

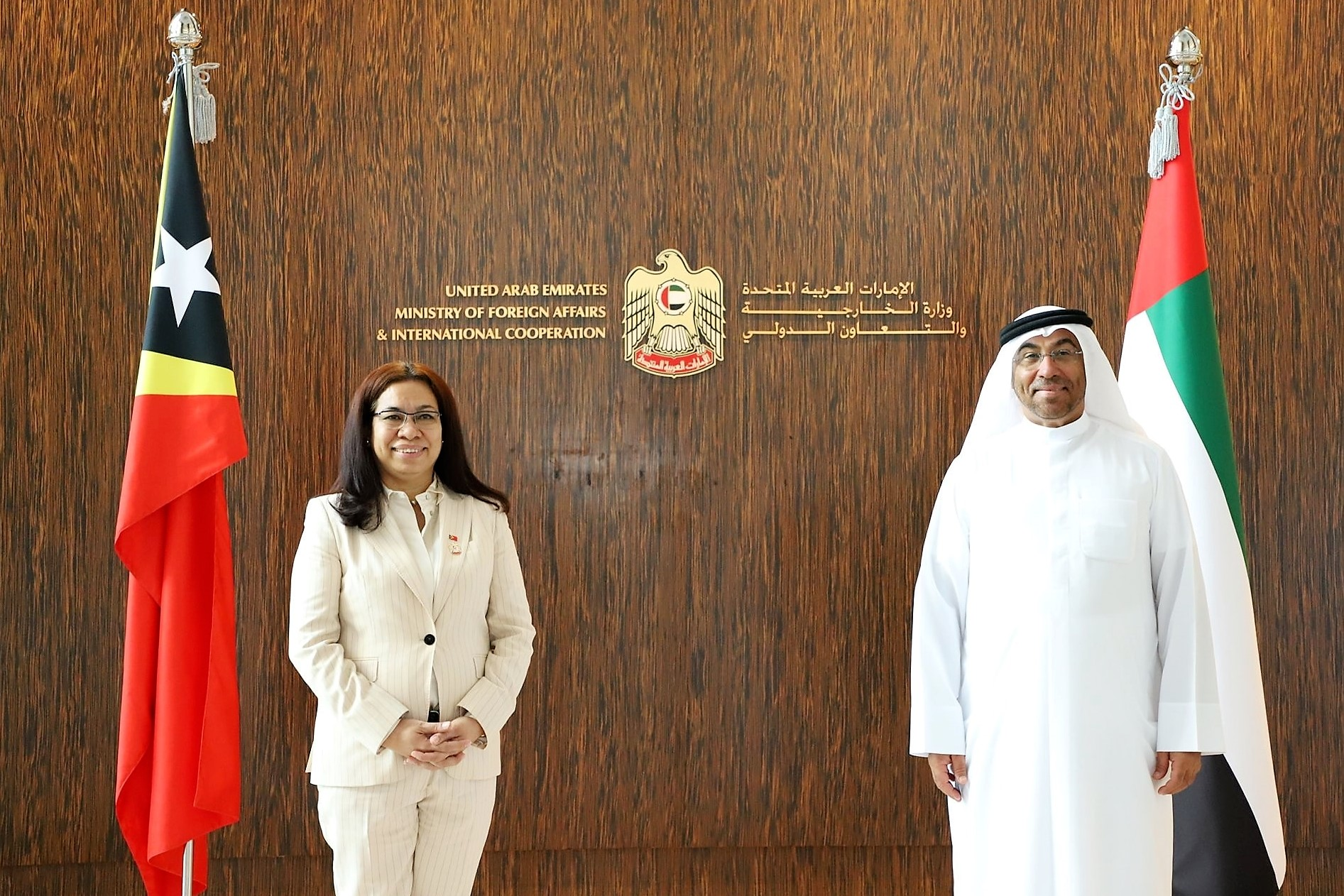
Die Außenminister Adaljíza Magno und Abdullah bin Zayid Al Nahyan

Osttimor und die Vereinigten Arabischen Emirate nahmen am 13. November 2009 diplomatische Beziehungen auf.
2003 besuchte Osttimors arabischstämmiger Premierminister Marí Alkatiri die Vereinigten Arabischen Emirate. 2014 nahm der osttimoresische Premierminister Xanana Gusmão am 10. World Islamic Economic Forum (WIEF) teil. Im Rahmen der Expo 2020 besuchte Osttimors Außenministerin Adaljíza Magno die Emirate.

## Diplomatie

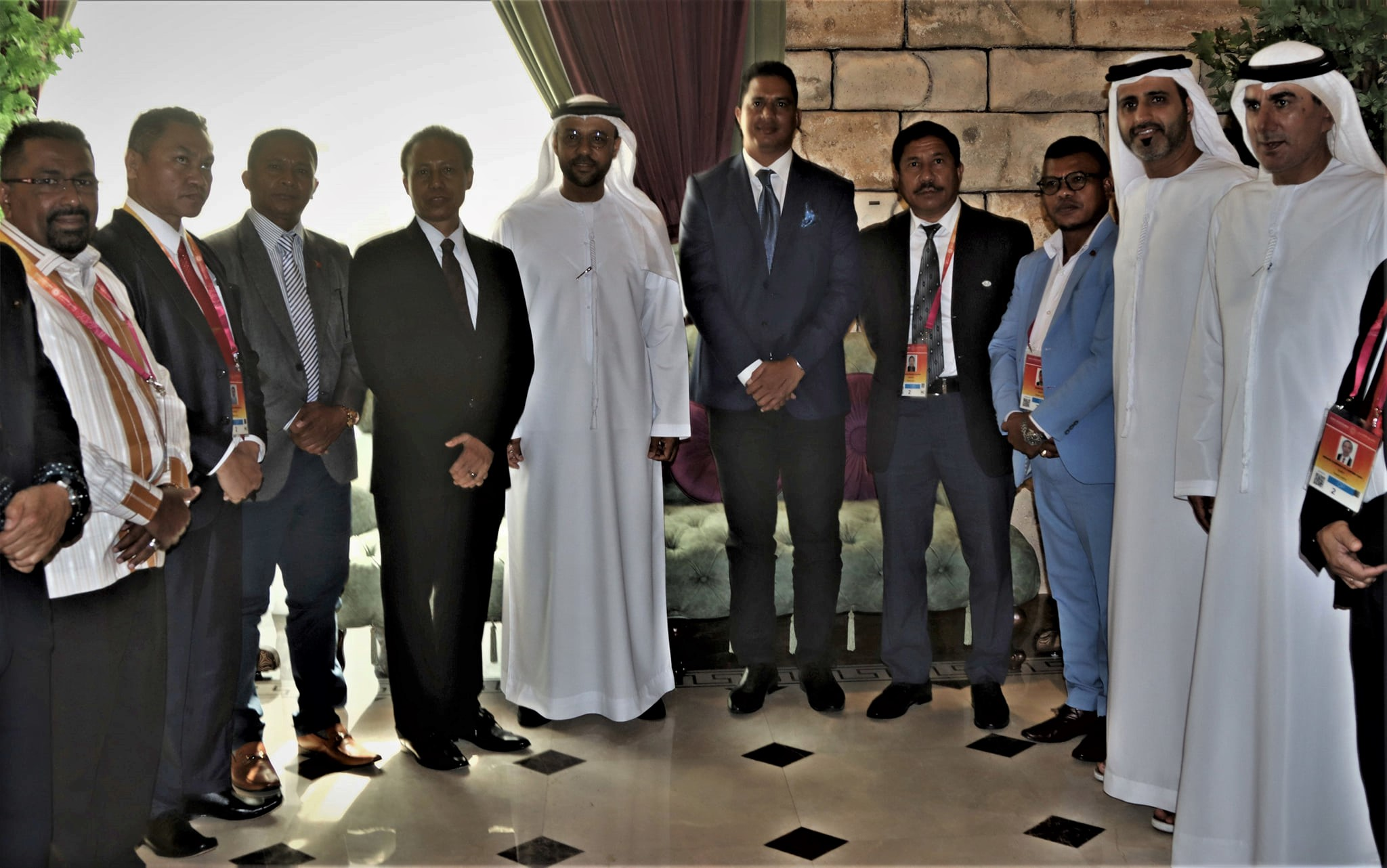
Botschafter Abdulla Salem Obaid Salem Al Dhaheri mit der osttimoresischen Delegation zur Expo in Dubai 2021

Die Vereinigten Arabischen Emirate verfügen über keine diplomatische Mission in Osttimor. Zuständig ist die Botschaft im indonesischen Jakarta.
Osttimor hatte über mehrere Jahre mit Joseph Issa einen Honorarkonsul in Beirut, der auch in den Vereinigten Arabischen Emiraten das südostasiatische Land vertrat. Am 15. Oktober 2024 wurde Rui Manuel Hanjam als erster osttimoresischer Botschafter in den Vereinigten Arabischen Staaten vereidigt. Er hat seinen Sitz in Abu Dhabi.

## Wirtschaft
2018 registrierte das Statistische Amt Osttimors Importe aus den Vereinigten Arabischen Emiraten nach Osttimor im Wert von 1.749.000 US-Dollar (2016: 2.911.000 US-Dollar). Damit liegen die Vereinigten Arabischen Emirate auf Platz 20 (2016: Platz 14) der Handelspartner Osttimors. Zudem gab es von Osttimor in die Vereinigten Arabischen Emirate Re-Exporte in Höhe von 19.000 US-Dollar (Platz 20, 2016: 26.000 US-Dollar).
Osttimor nahm 2021 an der Expo in Dubai teil und erhielt als einens von 50 Ländern die Genehmigung für den Verkauf von Waren nach Dubai. Man ist dort vor allem an Kaffee und Vanille interessiert sowie an Investitionen in Osttimors Erdöl- und Tourismussektor.

## Einreisebedingungen
Osttimoresen benötigen ein Tourismusvisum zur Einreise in die Vereinigten Arabischen Emirate.